# Отмица (ТВ серија)
Oтмица је данско-српска серија из 2024 године. Oд 25. јануара 2025. године премијерно се приказује на Суперстар ТВ.,, 

## Радња
Након што је српска породица настањена у Данској отела дете из наручја мајке у предграђу Београда, како би га одвели у другу земљу и подметнули га због ДНК истраживања, серија прати динамичну потрагу за разрешењем мистерије.
У срцу ове приче лежи заплет који открива родитељску љубав према деци.
Ана је пореклом из Србије; изгубљена у новој земљи Данској, у којој живи са родитељима Дарком и Љубицом. Ана затрудни с политичарем Маркусом, код кога је радила као кућна спремачица, чији статус и моћ чине да осећа страх и немоћ. Маркус није знао да је Ана трудна; кад то сазна и посумња да је дете његово, Маркус се претвори у хладну звер и одлучи да јој одузме дете.
Ана жели да дете задржи те се суочава са тешком одлуком - да каже истину или учини подвалу и заштити дете и себе од могућих последица...
Ана одлучује да подметне другу бебу за ДНК тестирање, како би се утврдило да Маркус није биолошки отац. Ана води своје родитеље на путовање у потрагу за сличном бебом како би је привремено подметнули за тестирање, а затим је вратили у место одакле је узета.
Док се породица упушта у ризичну превару, Маркус истражује дубине лажи и тражи истину, свестан нечег скривеног. Путовање на граници нормалности и истине води до неочекиваних открића, суочавања с кривицом и жртвама, те поставља питање колико далеко су људи спремни да иду како би заштитили своје тајне...
Након што полицијска потера истог дана разоткрива породичну отмицу и све чланове хапси и доводи пред суд, Ана се суочава с потенцијалном затворском казном и губитком свог правог детета, ако не успе да увери суд у своју невиност - а то је готово немогућ подухват.
У својој борби за правду и повратак свог детета, она налази изненадну подршку у тужитељки, која је сама прошла кроз слично искуство.
Тужитељка Викторија, која је раније на суду узела дете од свог бившег супруга на сличан начин, сада се налази у парадоксалној ситуацији - води случај против мајке оптужене за отмицу, али истовремено се саосећа с њеном очајном ситуацијом.
Кроз борбу на суду, тужитељка Викторија се суочава с властитим грешкама и дубоко преиспитује своје поступке, увиђајући колико је мајка била немоћна и очајна да би одлучила предузети кораке попут отмице како би заштитила своје дете.
Док се сукобљавају у судници, тужитељка се бори с унутрашњим моралним конфликтима, покушавајући спасити мајку од тешке казне, иако је то супротно њеним професионалним дужностима.
Путовање кроз овај случај постаје изазовно путовање самоспознаје и исправљања грешака, пружајући шансу за спасавање једне породице и потпуну трансформацију друге...

## Улоге
| Глумац                 | Улога                   |
| ---------------------- | ----------------------- |
| Срђан Граховац         | Коста Ашанин            |
| Аманда Радељак         | Ана Божовић             |
| Микаел Персбрандт      | Маркус                  |
| Дејан Чукић            | Дарко Божовић           |
| Тамара Крцуновић       | Викторија Митровић      |
| Андрија Кузмановић     | Немања                  |
| Матеа Милосављевић     | Марта                   |
| Христина Татић         | Јана                    |
| Ања Ћурчић             | Сташа                   |
| Данило Костић          | Златко                  |
| Мина Совтић            | Уна Великић             |
| Даница Радуловић       | Сузи                    |
| Милош Ђуровић          | Никола (Унин муж)       |
| Јаков Јевтовић         | Бели                    |
| Драган Марјановић      | судија                  |
| Рифат Рифатовић        | Гидра                   |
| Нина Кристин Моркс     | Мира                    |
| Владимир Посавец Тушек | инспектор               |
| Милан Чучиловић        | инспектор Гага          |
| Марко Милановић        | доктор                  |
| Вахид Џанковић         | цариник                 |
| Лазар Максић           | приватни детектив       |
| Недељко Тепавчевић     | пијани клинац           |
| Дејан Цицмиловић       | отац кварне девојчице   |
| Наташа Аксентијевић    | затвореница             |
| Иван Томашевић         | наставник               |
| Јанко Ковачевић        | дилер                   |
| Раде Николић           | колега                  |
| Андријана Ђорђевић     | девојчица из кухиње     |
| Ненад Радовић          | продавац у салону       |
| Александар Кањевац     | министар полиције       |
| Андрија Прстић         | клинац из разреда       |
| Миодраг Крчмарик       | затвореник              |
| Бора Ненић             | Костин комшија          |
| Александар Трмчевић    | мушкарац комбинација    |
| Бошко Петров           | судија забрана приласка |
| Аника Ћук              | Мартина беба            |
| Лена Вукашиновић       | мала Јана               |
| Никола Барац           | тренер на базену        |
| Милена Николић         | жена сведок             |
| Ања Јовановић          | кварна девојчица        |
| Енес Хамидовић         | полицајац у судници     |
| Питер Зандерсен        | инжењер                 |
| Лики Сенд              | дадиља                  |
| Лукас                  | беба                    |
| Вељко Стевановић       | дувач 1                 |
| Урош Најкић            | дувач 2                 |
| Никола Милутиновић     | дувач 3                 |

## Епизоде
| Бр. еп. (укупно) | Бр. еп. (у сезони) | Наслов                                                                   | Редитељ        | Сценариста      | Премијера         |
| --- | ------------------ | ------------------------------------------------------------------------ | -------------- | --------------- | ----------------- |
| 1 | 1                  | Отмица, потера, хапшење                                                  | Мирослав Лекић | Стефан Бошковић | 25. јануар 2025.  |
| Ана и њен отац Дарко (Данци) су управо стигли у Београд. Седе у аутомобилу и чекају у заклону, на паркингу, у једном од београдских блокова. Појављује се Марта, млађа жена са бебом од неколико месеци у колицима и креће у шетњу улицом. Ана излази из аутомобила и хода за њом, док је Дарко прати колима. Преко пута, полицајац Коста шета у истом правцу као Марта. Коста на телефону проверава резултате утакмица на кладионичарском порталу. Марта долази до парка где је много људи. Дарко се паркира. Коста улази у кафић, наручује кафу и одлази за апарат за коцкање. Коста се удуби у коцкање и зачује Мартин врисак. Коста истрчава из кафића и угледа Марту која вришти да јој је отето дете. Коста трчи према колима породице, која уз шкрипу нестану. Коста трчи, али му аутомобил измиче. Коста узима аутомобил од пролазника и креће у потеру. Радња целе епизоде је Костина потера за отетим дететом, који ризикује живот неколико пута, да би након неколико сати окончао отмицу, ризикујући живот. Коста спашава дете, хапси отмичаре и постаје херој. |                    |                                                                          |                |                 |                   |
| 2 | 2                  | Тужитељка и полицајац "хероји"” / Отмичарка остаје без свог детета       | Мирослав Лекић | Стефан Бошковић | 26. јануар 2025.  |
| Ана и Дарко су у притвору. Тужитељка Викторија, у луксузном аутомобилу, заглављена је у гужву, касни на посао и свађа се са седамнаестогодишњом ћерком Јаном, која је направила инцидент у школи. Видимо да Јана има одбојан однос према мајци. Викторија је у тужилаштву, представљају јој случај отмице. Прво саслушава Дарка и Ану и сазнаје да Ана има своје дете, које је идентично као беба коју су киднаповали. У току је испитивање њеног бившег супруга Косте. Викторија и Коста су у лошем односу и комуницирају уз много провокација. Коста крије информацију од Викторије да се кришом виђа са њиховом ћерком Јаном и да Јана жели да се пресели код оца кад напуни осамнаест. Коста добија торбу пуну кеша од непознате особе. Негде у Данској. Политичар Маркус уз помоћ пријатеља (који му преводи српски језик на дански) прати на интернету вест о отмици. Маркус зове полицију. Патрола одлази у стан код Анине пријатељице, упадају у стан и налазе Анино дете. |                    |                                                                          |                |                 |                   |
| 3 | 3                  | Саслушање                                                                | Мирослав Лекић | Стефан Бошковић | 1. фебруар 2025.  |
| Флеш бек Данска Годину дана раније. Ана као чистачица поспрема луксузну Маркусову кућу. Маркус и Ана воде љубав. Јасно је да су већ неко време у опуштеном односу. Ани се свиђа Маркус, али он је хладан, нема апсолутно никакав однос према Ани као људском бићу. Једва да проговори неку реч. Ана завршава смену и враћа се у стан код оца Дарка. Он долази по њу да је вози. Дарко је Маркусов приватни возач који годинама ради за њега у Данској. Дарко је лојалан Маркусу као пас и не сумња да је Ана с Маркусом. То видимо у првој сцени када Дарко дође по Ану. Док је вози, саветује је да се што пре уда за свог момка Данца, да би имала стабилан брачни живот. Ана игнорише његове сугестије. Данас у Београду Ана је на саслушању у судници. Брани се ћутањем, док Дарко одговара на Викторијина питања. Викторија је веома безочна и груба у свом послу. Викторија их испитује, пита се како то да су тек тако, случајно нашли бебу толико удаљену од матичне земље, а која толико личи на Анину бебу. Коста је постао херој у свом кварту, у предграђу Београда. Косту у ствари само занима да ли ће добити неку новчану награду јер је ризиковао свој живот. Полиција одлази код Марте и њеног супруга Немање и испитује их да ли знају неког ко је дао информације породици из Данске о сличности две бебе. |                    |                                                                          |                |                 |                   |
| 4 | 4                  | Извесност робије за отмичаре                                             | Мирослав Лекић | Стефан Бошковић | 2. фебруар 2025.  |
| Адвокатица породице, Уна, саопштава Дарку и Ани да, у најбољем случају, ако признају детаље отмице, могу да добију 20 година робије. Ана је несрећна јер је у стресу због свог детета. Она је у лошем здравственом стању, поготово кад је Викторија на суђењу безочно сломи. Маркус (у Данској) за којег се сада испоставило да је биолошки отац Аниног детета, жели да задржи дете. Викторијин однос с ћерком се погоршава. Јана се кријући чује с Костом, она пуни 18 година за који дан и у тајности планира да се пресели код Косте. Кости због тога треба новац, јер мора да припреми боље услове за живот своје ћерке. Јана живи у веома богатом окружењу и Косту је страх од тога. Марта, мајка отете бебе, проживљава кризу и њен брак са Немањом се компликује. Немања све учесталије напушта кућу, у ствари има аферу са младом девојком из кварта – Сташом. |                    |                                                                          |                |                 |                   |
| 5 | 5                  | Тужитељка остаје без свог детета и прави заокрет у односу према отмичару | Мирослав Лекић | Стефан Бошковић | 8. фебруар 2025.  |
| Јана једне вечери не дође кући. Викторија направи узбуну, цели град дигне на ноге али не успева да је пронађе до сутрадан. Коста сазна за то и назове Викторију, каже јој да зна где је Јана. Јана долази код мајке и саопштава јој да жели да живи код оца кад напуни осамнаест. Викторија је потпуно скрхана тиме и схвата да више не може да јој брани ту могућност. Коста опрема своју кућу. Јасно је да троши новац који је добио пре неколико дана. Викторија истог дана покушава да разговара с Аном која је у затвору и потпуно сломљена. Викторијина промена наступа тог тренутка. Суочена са последицом своје тираније, одлучује да другачије гледа на Анин случај и да покуша да је извуче из затвора. |                    |                                                                          |                |                 |                   |
| 6 | 6                  | Велики преокрет - Жртве постају осумњичени                               | Мирослав Лекић | Стефан Бошковић | 9. фебруар 2025.  |
| Коста је у казину, за рулетом. Губи новац и прави фрку. Отказује неке поруџбине за реновирање стана и тај новац ставља на коцку. Губи све и у зору идућег дана долази до Немање, оца отете девојчице. Коста га изводи из куће и тражи му новац. Немања саопштава да је већ дао свој део. Коста у налету беса пребије Немању. Викторија предлаже Ани и Дарку тајни договор, да признају да Ана није знала да ће се отмица десити него да је то био Дарков план и да ће је тако ослободити. И даље остаје проблем како су нашли бебу у Србији. Дарко даје информације да су на друштвеним мрежама наишли на фотографију. Марта сумња да је Немања укључен у отмицу, пита га за новац који му помиње Коста. Немања се брани и каже да нема новца и да је то Костин коцкарски делиријум. Коста опет исте ноћи долази до Немање и уцењује га да ће рећи Марти за његов паралелни живот и љубавницу коју финансира. Немања му даје нешто новца. |                    |                                                                          |                |                 |                   |
| 7 | 7                  | Шта се уствари десило                                                    | Мирослав Лекић | Стефан Бошковић | 15. фебруар 2025. |
| Коста је потпуно скрхан. Пије данима и седи у стану који је потпуно демолирао ноћ пре, кад је изгубио сав новац. Коста заплаче. Чује се са ћерком и говори јој да је најгори човек и да није добро да живи са њим. Коста повреди тиме Јану и она поново побегне од куће. Коста зове Викторију и она крене у потрагу за њом. Викторија налази ћерку и између њих се обнавља емотивни однос који су некада имали. Викторија не успева да помогне Ани јер чак иако је ослободе, Маркус је сада у великој предности – могуће је да ће дете остати заувек код њега. Флеш бек Данска Маркус и Дарко разговарају о Ани и њеној трудноћи. Маркус је испрва веома благ и увиђаван према Дарку. Маркус говори Дарку колико је био добар за њега, колико му је помогао кад је стигао у Данску. Дарко је на ивици суза, јер зна да је то истина. Маркус покушава да му лепим разговором саопшти да жели дете и да му помогне у томе, да Ани ништа неће фалити. Дарко је потпуно сломљен. Он има поданички однос према Маркусу и свестан је да губи Маркуса ако не стане на његову страну. Али Дарко ипак изабере да подржи Ану. Маркус тада покаже своје друго лице. Вређа Дарка, назива га инсектом, као и целу класу људи као што је он. Кроз Маркуса проговара цели отров екстремног капитализма. Маркус истера Дарка из куће. Маркус сазнаје да ће тешко успети да на суду узме дете од мајке, одлучује се на манипулативни план како би преузео контролу над ситуацијом. Прислушкује телефонске разговоре Дарка и Ане. Случајно сазнаје да се припремају за договор са Немањом, о позајмици бебе, али Немања за тај новац није пристао на овај план. Маркус преко посредника долази до Немање и смишља план, нуди му много више новца који Немања, овога пута, не жели да одбије. План је да Немања пристане на отмицу и да пронађе корумпираног полицајца који би могао на лицу места да спречи отмицу. Дете ће бити добро, Немања добија велик новац, а Ана и Дарко иду у затвор, док Маркус добија дете. Немања пристане на план, позове Аниног оца и саопшти му план, да морају узети дете од Марте, а да ће све друго он обавити. Немања се договара с Костом да буде присутан када се отмица деси, да је одмах спречи и да ће бити добро плаћен за то. Данас Београд Коста је играо кључну улогу у отмици а сада почиње да губи свој морални компас. Свестан да је изгубио новац, да је својим поступцима послао једну породицу у затвор и изгубио своје дете на сличан начин, он одлучује да се суочи с Викторијом, и открије јој све што зна. |                    |                                                                          |                |                 |                   |
| 8 | 8                  | Расплет судбина наших ликова                                             | Мирослав Лекић | Стефан Бошковић | 16. фебруар 2025. |
| Викторија је изненађена тиме што је Коста урадио. Врло је потрешена. Поштује његову промену и покушај за искупљењем, али истовремено је потрешена јер ће провести године у затвору, а то ће веома утицати на Јану. Коста, који је до скоро био сматран херојем, сада се суочава с властитим моралним пропадањем и одлучује преузети одговорност. Одлучује да проговори, доводећи до Маркусовог пораза и истовремено спашавајући мајку (Ану) од потенцијалних последица. Маркус преко Немање сазнаје да је Коста спреман да призна кривицу, што и њих одводи у затвор и тражи од Немање да нађу неког ко ће га ликвидирати. Немања позива Косту да би му понудио већу своту новца да не проговори, али то је замка за ликвидацију. Коста се налази с Немањом који је одлучио да сам то уради. Марта, која је сумњала цело време на Немањину умешаност, кријући слуша разговор. Док Немања држи цев на Костиној глави, с леђа се појављује Марта која прислања цев Немањи на потиљак. Разрешење случаја. Немања је пронађен мртав, починивши самоубиство због намечтене отмице. Коста томе сведочи и тиме спашава Марту која је усмртила Немању. Коста одлази у затвор због умешаности у отмицу. Маркуса такође хапсе. Полиција долази у његову кућу. Суд ослобађа Ану, али Дарко остаје у затвору због умешаности у отмицу, како их је раније Викторија саветовала да ураде. Ана се враћа у Данску, а Јана с Викторијом долази на дан пунолетства да посети Косту у затвору. |                    |                                                                          |                |                 |                   |